# فجر العالم (فلم)

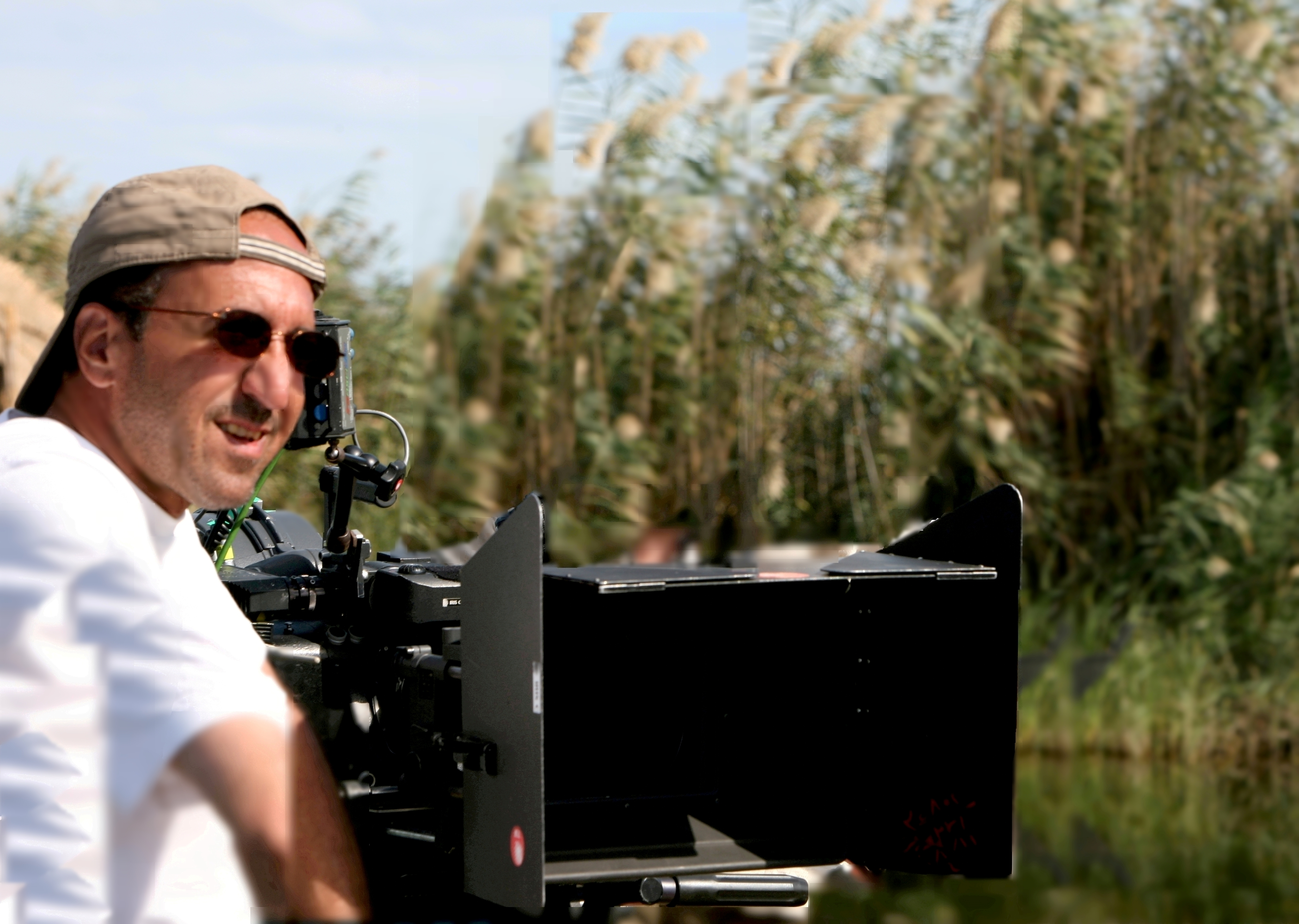
المخرج عباس فاضل أثناء تصوير فيلم فجر العالم

«فجر العالم» هو فيلم روائي طويل للمخرج العراقي عباس فاضل تجري أحداثه في منطقة الأهوار، جنوب العراق، أثناء الحرب العراقية الإيرانية وحرب الخليج الثانية. الفيلم هو إنتاج مشترك فرنسي-ألماني صور في مصر لاستحاله إمكانيه تصويره في العراق بسبب تردي الأوضاع الأمنية في البلد اّنذاك. السيناريو هو جزئيا قصة صديق طفولة للمخرج اختفى أثناء الحرب. الفيلم يبين كيف ان الحرب في جنوب العراق قد دمرت الموقع الجغرافي المعروف بجنة عدن.
الفلم شارك في مهرجانات دوليه في فرنسا، كوريا الجنوبية، بلجيكا، البرتغال، الإمارات العربية وغيرها من البلدان، وتم شراء حقوق عرضه في صالات السينما في ما يقارب عشرون بلدا: فرنسا، ألمانيا، بلجيكا، هولندا، لبنان، الهند، اندونيسيا وغيرها، مما يجعل منه الفلم العراقي الأكثر توزيعا على الصعيد العالمي.
- العنوان العالمي: Dawn of the World
- العنوان الفرنسي: L'Aube du monde

## قصة الفيلم
يروي الفيلم قصة «مستور» (وليد أبو المجد) و«زهرة» (حفصية حرزي)، وهما قريبان يسكنان أهوار الجنوب العراقي، وبعد إقامة حفل زفافهما السعيد، تتفجر الأوضاع في العراق إيذاناً بانطلاق حرب الخليج. يتم إرسال «مستور» مع الجيش إلى خط النار، حيث يتلقي بـ «رياض» (كريم صالح) وهو مجنّد من بغداد، وهناك تنشأ بينهما علاقة صداقة قوية. يصاب «مستور» في أرض المعركة، وقبل أن يلفظ أنفاسه الأخيرة يطلب من «رياض» أن يعده بالبحث عن «زهرة» والعناية بها. من ناحيتها، فإن مُصاب «زهرة» أكبر من أن تسمح لنفسها بمبادلة «رياض» مشاعر الإعجاب، أما هو فيحاول الفوز بقلبها مما يحوّل هذا الوضع المتأزم إلى مأساة حقيقية تضعه أمام موقف صعب للغاية.

## الإطار الجغرافي والتاريخي
تجري أحداث الفيلم في منطقه الاهوار الواقعة في دلتا نهري دجلة والفرات، والتي يعيش سكانها في بيوت من قصب منذ آلاف السنين. الآلاف من العراقيين الهاربين في زمن الحرب العراقية-الإيرانية والانتفاضة الشعبانيه عام 1991 وجدوا ملاذا في الأهوار، مما دفع صدام حسين إلى الأمر بتجفيفها، مما تسبب في وقوع كارثة إيكولوجية قال عنها كلاوس توبفر (المدير التنفيذي لبرنامج الأمم المتحدة للبيئة) انها «كارثة بيئية كبرى ستبقى في ذاكرة الإنسانية كواحدة من أسوأ الكوارث البيئية التي سببها إنسان»

## الديكور وأماكن التصوير
الفيلم تم تصويره في أماكن مختلفة في مصر: القاهرة، بحيرة المنزلة وفي قرية النسايمة، واحة الفرافره، الصحراء البيضاء... لأغراض الفيلم تم إنشاء جزيرة اصطناعية وقرية من حوالي خمسة عشر منزلا من القصب في وسط بحيرة المنزلة بالقرب من بور سعيد.

## التمثيل
الفيلم من بطوله نجمه فرنسا الصاعده حفصية حرزي، المولوده من اب تونسي وام جزائريه، والتي رغم صغر سنها حازت على جوائز التمثيل في مهرجانات فينيسيا، برلين ودبي، اضافه إلى خمسه جوائز في فرنسا. يمثل في الفيلم أيضا الفنانة الفلسطينية الكبيرة هيام عباس التي اكتسبت شهره عالميه من خلال افلامها الأخيرة مثل «شجره الليمون» والزائر. البطولة الرجاليه اداها الممثل اللبناني كريم صالح الذي شارك في العديد من الأفلام الغربية، مثل ميونخ للمخرج الأمريكي ستيفن سبيلبرج. بقيه الادوار قام بها ممثلون عراقيون ومصريون.

## الموسيقى
موسيقى الفيلم ألفها الموسيقارالألماني المعروف يورغن كنيبر (Jürgen Knieper). كما يتضمن الفيلم أغنيتان للمطربة الفلسطينية ريم بنا وأغنية للفرقه البريطانية «ماسيف اتاك» (Massive Attac)

## الجوائز
الفيلم حاز على عده جوائز، منها:
- جائزة لجنه التحكيم الكبرى في مهرجان الرباط الدولي لسينما المؤلف، المغرب، 2009
- الجائزة الأولى لأفضل فلم روائي طويل في مهرجان الخليج السينمائي، 2009
- جائزة الجمهور وجائزة النقاد في مهرجان فيزول الدولي للسينما الآسيوية، 2009
- جائزة لجنه التحكيم الكبرى في مهرجان فاميك للسينما العربية، فرنسا، 2009
- جائزة أفضل سيناريو، مهرجان بيروت السينمائي الدولي، 2009
- الجائزة الكبرى لأفضل كاتب سيناريو، فرنسا
- جائزة المركز الوطني للسينما، فرنسا
- جائزة أفضل ممثل (كريم صالح) في مهرجان الفيلم العربي في روتردام، 2010

## المهرجانات

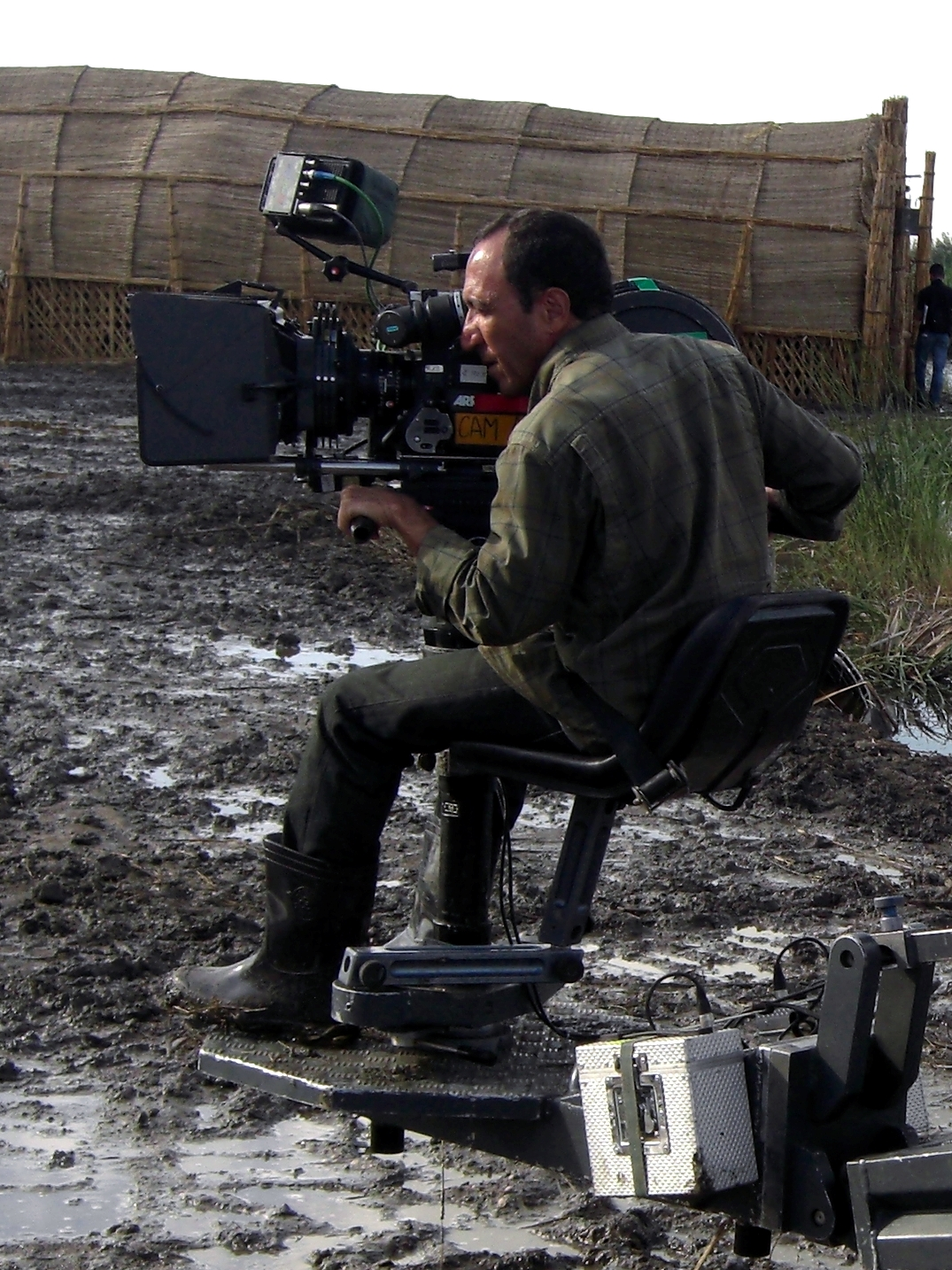
المخرج عباس فاضل أثناء تصوير فيلم فجر العالم

الفيلم شارك في العديد من المهرجانات الدولية، منها:
- مهرجان بوسان السينمائي الدولي، كوريا الجنوبية، 2008
- مهرجان الرباط الدولي لسينما المؤلف، المغرب، 2009
- مهرجان دبي السينمائي الدولي، 2008
- مهرجان فيزول الدولي للسينما الآسيوية، فرنسا، 2009
- مهرجان الخليج السينمائي، 2009
- مهرجان فاميك للسينما العربية، فرنسا، 2009
- مهرجان نوافذ على سينما الجنوب، فرنسا، 2009
- مهرجان اوبن دوك السينمائي، بلجيكا، 2009
- مهرجان الفيلم الفرنسي العربي، عمان،2009
- مهرجان دورو فيلم هارفست، البرتغال، 2009
- مهرجان ريو دو جانيروالسينمائي الدولي، البرازيل، 2009
- مهرجان بيروت السينمائي الدولي، 2009
- مهرجان فيلم-مد، روما، إيطاليا، 2009
- مهرجان الفيلم العربي، الولايات المتحدة الإمريكية،2009
- مهرجان القاهرة السينمائي الدولي،2009

- القدس العربي فجر العالم  على فيسبوك.
- صحيفه إيلاف
- صحيفه الأخبار
- صحيفه المنار
- صحيفه الخليج
- صحيفه كتابات
- فجر العالم  على فيسبوك.

## وصلات
- مقالات تستعمل روابط فنية بلا صلة مع ويكي بيانات
- موقع الفيلم الرسمي على Facebook  على فيسبوك.
- موقع الفيلم الرسمي نسخة محفوظة 28 أبريل 2014 على موقع واي باك مشين. (بالإنجليزية)
- موقع الفيلم الرسمي (بالفرنسية)
- صور الفيلم
- لقطات من الفيلم على يوتيوب
- مع عباس فاضل, مخرج فيلم "فجر العالم" ـ صحيفه القدس العربي فجر العالم  على فيسبوك.
- عباس فاضل يتحدث عن فيلمه فجر العالم ـ فيديو قناة العربية على يوتيوب
- المخرج عباس فاضل يتحدث عن فيلمه "فجر العالم"  ـ فيديو قناة السومريه على يوتيوب
- ـ فيديو في باريس مع المخرج عباس فاضل على يوتيوب